# تاريخ مقدونيا (مملكة قديمة)
تقع مملكة مقدونيا القديمة في ما يعرف اليوم بالمنطقة المقدونية شمال اليونان. تأسست هذه المملكة في منتصف القرن السابع قبل الميلاد في العصر اليوناني القديم، واستمرت حتى منتصف القرن الثاني قبل الميلاد. حكمت السلالة الأرغية مملكة مقدونيا، والتي أصبحت تابعة للإمبراطورية الأخمينية الفارسية في عهد أمينتاس الأول (حكم من 547 ق.م - 498 ق.م)، وابنه الإسكندر الأول (حكم من 498 ق.م – 454 ق.م). انتهت فترة النفوذ الأخميني في مقدونيا في حوالي 479 ق.م مع انتصار الإغريق على الغزو الفارسي الثاني لليونان بقيادة خشايارشا الأول وانسحاب القوات الفارسية من كامل البر الأوروبي.
تدخَّل بيرديكاس الثاني ملك مقدونيا (حكم من 454 ق. – 413 ق.م) بشكل مباشر في الحرب البيلوبونيسية (431 ق.م – 404 ق.م) بين أثينا وأسبارطة في العصر اليوناني الكلاسيكي، وغيَّر تحالفه من دولة إلى أخرى خلال محاولته الاحتفاظ بالسيطرة المقدونية على شبه جزيرة خالكيذيكي. تميز عهده أيضًا بالصراع والتحالفات المؤقتة مع سيتاليس حاكم مقاطعة تراقيا التابعة للملكة الأوريشيدية، وفي النهاية أقام سلامًا طويل الأمد مع أثينا. استمر التحالف في عهد ملك مقدونيا أرخيلاوس الأول (حكم من 413 ق.م – 399 ق.م). نعمت مقدونيا بالسلام والاستقرار والازدهار الاقتصادي في عهد أرخيلاوس الأول، ولكن اغتياله غير المفهوم ترك المملكة في حالة من الفوضى. شهد حكم أمينتاس الثالث (حكم من 393 ق.م - 370 ق.م) غزوات مدمرة من دولتي إيليريا وأولينثوس، لكن مقدونيا تمكنت من هزيمة الغزاة بمساعدة ثيساليا وأسبارطة. غزا الإسكندر الثاني ملك مقدونيا (حكم من 370 إلى 368 قبل الميلاد) ثيساليا لكنه فشل في السيطرة على لاريسا، التي استولى عليها الجنرال بيلوبيداس من طيبة والذي وافق على إقامة سلام مع مقدونيا بشرط أخذ رهائن من النبلاء وكان من بينهم فيليب الثاني الملك المستقبلي لمقدونيا.
وصل فيليب الثاني إلى السلطة بعد أن هُزم شقيقه الأكبر بيرديكاس الثالث (حكم من 368 ق.م - 359 ق.م) على يد قوات بارديليس وقُتل في المعركة. استخدام فيليب دبلوماسيته وبراعته السياسية وتمكن من تحقيق السلام مع إيليريا وتراقيا وأثينا، وهو الأمر الذي أعطاه مزيدًا من الوقت لتطوير الجيش المقدوني القديم، وإنشاء الكتائب المقدونية التي كان لها دور حاسم في نجاح مقدونيا في إخضاع اليونان لاحقًا باستثناء أسبارطة. عزز فيليب الثاني تدريجيًا من سلطته السياسية من خلال تحالفات زواج مع قوى أجنبية، ودمر دولة خالكيسا في الحرب الأولمبية (349 ق.م - 348 ق.م). انتصر فيليب على تحالف بقيادة أثينا وطيبة في معركة تشارونيا عام 338 ق.م، ثم أسس تحالف كورنث (يُشار إليه أحيانًا باسم التحالف الهيليني) استعدادًا لغزو يوناني موحد للإمبراطورية الأخمينية الفارسية بقيادة مقدونية.
اغتيل فيليب الثاني على يد أحد حراسه، فخلفه ابنه الإسكندر الثالث المعروف باسم الإسكندر الأكبر (حكم من 336 ق.م - 323 ق.م) والذي غزا مصر الأخمينية وآسيا وأطاح بحكم داريوس الثالث الذي أُجبر على الفرار إلى باكتريا (أفغانستان) حيث قتل على يد بيسوس أحد أقربائه. أصيب الإسكندر بمرض غير معروف في سن 32 ومات نتيجة لذلك. أدى موت الإسكندر المفاجئ إلى تقسيم إمبراطوريته الواسعة على يد جنرالاته السابقين وأبرزهم أنتيباتروس الذي كان وصيًا على الإسكندر الرابع (حكم من 323 ق.م - 309 ق.م). أدى ذلك إلى ما يُعرف بالفترة الهلنستية في غرب آسيا وعالم البحر الأبيض المتوسط، وساهم في قيام الممالك البطلمية والسلوقية والأتالية على أراضي إمبراطورية الإسكندر الأكبر. واصلت مقدونيا دورها كدولة مهيمنة في اليونان الهلنستية، لكن سلطتها تضاءلت بسبب الحرب الأهلية بين الأسرة الأنتيبترية والأسرة الأنتيغونية.
تمكنت مقدونيا من مواجهة غزوات بيروس الإبيري وليسيماخوس وسلوقس الأول نيكتور، ثم أخضعت أثينا بقيادة ملك مقدونيا أنتيجونوس الثاني (حكم من 277 ق.م - 274 ق.م الميلاد، ومن 272 ق.م - 239 ق.م)، وتصدَّت بنجاح للحملة البحرية التي شنها البطالمة على مقدونيا في حرب الكرومنادين (267 ق.م - 261 ق.م)، ومع ذلك فقد أدى تمرد أراطوس السيكيوني إلى تشكيل التحالف الآخيني (351 ق.م)، وأصبح هذا التحالف عائقًا دائمًا أمام طموحات الملوك المقدونيين في البر الرئيسي لليونان. عادت قوة مقدونيا ومكانتها من جديد تحت حكم أنتيجونوس الثالث (229 ق.م - 221 ق.م) الذي هزم الإسبارطيين بقيادة كليومنيس الثالث في الحرب الكلومينية (229 ق.م – 222 ق.م). هزم فيليب الخامس المقدوني (حكم من 221 ق.م – 179 ق.م) التحالف الأيتولي في حرب الحلفاء (220 ق.م - 217 ق.م)، ولكن محاولاته لمد النفوذ المقدوني إلى البحر الأدرياتيكي وتحالفه مع قرطاجة بقيادة حنبعل أثار حفيظة الجمهورية الرومانية، والتي حرَّضت تحالف الدول اليونانية على مهاجمة مقدونيا بينما ركزت روما على هزيمة حنبعل في إيطاليا. انتصرت روما على مقدونيا بقيادة فيليب الخامس في الحرب المقدونية الأولى (214 ق.م – 205 ق.م) والحرب المقدونية الثانية (200 ق.م – 197 ق.م)، وهُزمت مقدونيا أيضًا في الحرب الكريتية (205 ق.م – 200 ق.م) من قبل تحالف بقيادة مملكة رودس. اضطرت مقدونيا إلى التنازل عن جميع ممتلكاتها في اليونان، وأدت الحرب المقدونية الثالثة (171 ق.م – 168 ق.م) إلى سقوط النظام الملكي في مقدونيا، ووضعت روما بيرسيوس المقدوني (حكم من 179 ق.م – 168 ق.م) تحت الإقامة الجبرية، وأنشأت أربع مقاطعات جمهورية تابعة لروما في مقدونيا، وفرضت قوانين سياسية واقتصادية لمنع أي تمرد مستقبلي، ومع ذلك فقد قام أندريسكوس بإحياء الملكية في مقدونيا لفترة وجيزة خلال الحرب المقدونية الرابعة (150 ق.م - 148 ق.م)، لكن قواته سُحقت في معركة بيدنا الثانية ما أدى لإنشاء مقاطعة مقدونيا الرومانية وبدء الفترة الرومانية الأولى في اليونان.

## صعود مقدونيا
قضى فيليب الثاني المقدوني (حكم من 359 ق.م – 336 ق.م) معظم فترة مراهقته كرهينة في مدينة طيبة، وكان يبلغ من العمر أربعة وعشرين عامًا فقط عندما اعتلى العرش، وواجه على الفور العديد من الأزمات التي هددت بإسقاط حكمه، ومع ذلك فقد تمكَّن بفضل الدبلوماسية التي تمتَّع بها من إقناع تراقيا بإيقاف دعمها لباوسانيس الذي كان أحد الثائرين على حكم فيليب، وأقنع أثينا أيضًا بإيقاف دعمها لمتمرد آخر يدعى آرغوس، وأقام كذلك سلامًا طويل الأمد مع إيليريا التي كانت تهدد حدود مقدونيا.
لا يُعرف بالضبط التاريخ الدقيق الذي بدأ فيه فيليب الثاني إصلاحاته لتطوير نظام الجيش المقدوني ومعداته وتدريبه بشكل جذري وغير مسبوق في ذلك العصر، بما في ذلك تشكيل الكتائب المقدونية المسلحة. تطلبت هذه الإصلاحات عدة سنوات وأثبتت نجاحها على الفور ضد إيليريا. تقترح بعض المصادر التاريخية أن العديد من ملوك مقدونيا الذين سبقوا فيليب ساهموا في تطوير الجيش المقدوني، وربما تكون سنوات أسر فيليب الثاني في طيبة قد أثرت على أفكاره العسكرية خاصة بعد لقائه الجنرال الشهير إيبامينونداس. كان الرجال في مقدونيا وبقية مدن اليونان يتزوجون امرأة واحدة فقط، لكن فيليب الثاني تزوج سبع زوجات لتوطيد علاقاته مع الطبقة الأرستقراطية في مقدونيا أو لدعم تحالفه مع ملوك الدول الأخرى، وربما يكون قد تأثر بالملوك الأخمينيين الفارسيين في ذلك.
اغتنم فيليب الثاني انشغال أثينا في حرب الحلفاء (357 ق.م – 355 ق.م) واستعاد مدينة أمفيبوليس في عام 357 ق.م الميلاد، فأعلن الأثينيون الحرب عليه، لكنه وبحلول عام 356 ق.م كان قد استعاد بيدنا وبوتيدا، واستولى في نفس العام على كرينايدس التي حصل منها على كميات كبيرة من الذهب وغير اسمها إلى فيليبيا، وحاصر ميثون من عام 355 ق.م إلى عام 354 ق.م، ورغم أنه فقد عينه اليمنى أثناء الحصار لكنه تمكن من الاستيلاء على المدينة وعامل أهلها بشكلٍ ودي.

## التاريخ المبكر والأساطير
نقل المؤرخون اليونانيون هيرودوت وثوقيديدس أسطورةً تزعم أن الملوك المقدونيين من الأسرة الأرغية هم امتداد لنسل تيمينوس من مدينة أرغوس، في بيلوبونيز، والذي يُعتقد أن هرقل الأسطوري واحد من أسلافه. تقول الأسطورة أن ثلاثة إخوة من نسل تيمينوس انطلقوا من إيليريا وصولًا إلى الجزء الشمالي من مقدونيا، حيث كادوا يلقون حتفهم تنفيذًا لأوامر ملك محلي، مما اضطرهم للهرب بسبب نبوءة تُفيد أن الأخ الأصغر، بيرديكاس، سيصبح ملكًا. في نهاية الأمر، أصبح بيرديكاس ملكًا بعد أن استقر قريبًا من حدائق ميداس الأسطورية بجوار جبل فيرميو في مقدونيا السفلى.
تذكر الأساطير الأخرى، والتي نقلها المؤرخون الرومانيون مثل تيتوس ليفيوس، وفيليوس باتركولوس، وجوستين، وكاتب السير الذاتية اليوناني فلوطخرس، والجغرافي اليوناني باوسانياس، أن كارانوس بن تيمينوس كان أول ملك مقدوني وأن بيرديكاس الأول خلَفه. على الإجمال، تقبّل الإغريق في العصر الكلاسيكي اليوناني قصة النشأة التي نقلها هيرودوت، أو قصة أخرى تأتي على ذِكر نسبٍ ممتدّ إلى زيوس، كبير آلهة اليونان، الأمر الذي يضفي مصداقية على فكرة أن السلالة المقدونية الحاكمة تحظى بحق الملوك الإلهي. كتب هيرودوت أن الإسكندر الأول المقدوني (الذي حكم بين 498 و454 قبل الميلاد) أقنع قُضاة اليونان في الألعاب الأولمبية القديمة بأن نسبه الأرغيفي يمكن ردّه إلى تيمينوس، وبالتالي فإن هويته اليونانية الواضحة خوّلته بدخول المسابقات الأولمبية.
لا يُعرف سوى أقل القليل عن أول خمسة ملوك لمقدونيا (أو حتى الملوك الثمانية الأوائل، بناءً على أي تسلسل زمني ملَكي هو المقبول). إنما تزخر الأدلة على فترات حُكم أمينتاس الأول المقدوني (الذي حكم من 547 - 498 قبل الميلاد) وخليفته الإسكندر الأول، وخصوصًا بالنظر إلى المساعدة التي قدمها الإسكندر الأول للقائد الفارسي ماردونيوس في معركة بلاتيا في العام 479 قبل الميلاد، خلال الحروب الفارسية اليونانية. رغم إقراره بأن أول الملوك الذين ذكرهم هيرودوت كانوا على الأغلب شخصيات أسطورية، يقدم المؤرخ روبرت مالكولم إرينغتن تقديرًا تقريبيًا يمتدّ خمسة وعشرين عامًا لعهد كل من أولئك الملوك ليفترض إمكانية وقوع العاصمة أيغاي (فيرغينا المعاصرة) تحت سيطرتهم منذ أواسط القرن السابع قبل الميلاد تقريبًا، في عصر اليونان العتيقة.
تركزت المملكة في منطقة السهل الرسوبي الخصب، والتي زوّدها نهرا هالياكمون وفردار بالمياه، والتي تُسمى مقدونيا السفلى، شمالي جبل أوليمبوس. في فترة مقاربة لعهد الإسكندر الأول، بدأ المقدونيون الأرغيون حملة التوسع في مقدونيا العليا، والتي كانت أراضي تقطنها قبائل إغريقية مستقلة مثل لينكستيس وإيليميوتاي، وتمددوا غربًا، ما بعد نهر فردار، في منطقة إيماثيا، ويوردايا، وبوتيايا، وميغدونيا، وكريستونيا، وألموبيا، والتي كانت مناطق تستوطنها العديد من القبائل التراقيّة وغيرهم. إلى الشمال من مقدونيا وُجدت شعوب غير يونانية متعدد مثل البايونيين في الشمال، والتراقيين في الشمال الشرقي، والإيليريين إلى الشمال الغربي والذين طالما اشتبك المقدونيون معهم في صراعات.
إلى الجنوب كانت ثيساليا، والتي اشترك المقدونيون مع سكانها بالكثير من القواسم المشتركة ثقافيًا وسياسيًا، في حين وُجدت إبيروس في الغرب، والتي أقام المقدونيون معها علاقات ودية، وشكّلوا معها في القرن الرابع قبل الميلاد تحالفًا لصدّ الغارات الإيليرية. قبل القرن الرابع قبل الميلاد، امتدت المملكة المقدونية على رقعة جغرافية تنطبق تقريبًا على الأجزاء الغربية والوسطى من منطقة مقدونيا في اليونان المعاصرة.
بعد أن شن الملك الفارسي دارا الأول (الذي حكم من 522 - 486 قبل الميلاد) حملته عسكرية على السكيثيين في أوروبا في العام 513 قبل الميلاد، خلّف وراءه أحد قادته ميغابازوس لقمع البايونيين، والتراقيين، ودول المُدن اليونانية الساحلية الواقعة في جنوب شبه جزيرة البلقان. في العام 512/511 قبل الميلاد أرسل ميغابازوس رسلًا يطالبون المقدونيين بالخضوع كدولة تابعة للإمبراطورية الأخمينية في بلاد فارس القديمة، والتي رد عليها أمينتاس الأول بقبول رسمي لهيمنة ملك الملوك الفرس. بذلك بدأت فترة مقدونيا الأخمينية، والتي استمرت ثلاثة عقود تقريبًا. بقيت المملكة المقدونية مستقلة بصورة كبيرة وخارج السيطرة الفارسية، إنما طُلب منها أن توفّر المجندين والمؤن للجيش الأخميني. منح خشايارشا الأول (الذي حكم من 486-465 قبل الميلاد) أمينتاس الثاني، ابن جيغايا المقدونية ابنة أمينتاس الأول زوجة بوباريس بن ميغابازوس، منحه مدينة ألاباندا الفريجية، لتوطيد تحالف زواج المصالح الفارسي المقدوني.
انقطعت فترة الحُكم الفارسي على مقدونيا بسبب الثورة الأيونية (499-493 قبل الميلاد)، ومع ذلك تمكّن الجنرال الفارسي ماردونيوس من إخضاع مقدونيا، وإعادتها تحت الحكم الفارسي. على الرغم من ذلك، ثمة شكوك بأن مقدونيا قد أُدرجت رسميًا في ساتراب فارسي (أي، مقاطعة). لا بد وأن الملك المقدوني الإسكندر الأول قد رأى في ذلك الإخضاع فرصةً لتعزيز موقفه، نظرًا للجوئه إلى الدعم العسكري الفارسي لتوسيع نطاق حدود مملكته. قدم المقدونيون عونًا عسكريًا إلى خشايارشا الأول خلال غزو الفرس الثاني لليونان في الأعوام 480-479 قبل الميلاد، والذي تمثل في قتال المقدونيين والفرس ضد الحلف اليوناني بقيادة أثينا وأسبرطة. بعد انتصار اليونانيين في معركة سلاميس، أرسل الفرس الإسكندر الأول مبعوثًا لهم إلى أثينا، على أمل عقد تحالف مع خصومهم السابقين، إنما قُوبلت مساعيهم الدبلوماسية بالرفض. انتهت السيطرة الأخمينية على مقدونيا عندما هزم الإغريق الفرس في نهاية المطاف وفرّوا من بر اليونان الرئيسي في أوروبا.

## إسهامها في العالم اليوناني الكلاسيكي
أقام الإسكندر الأول، الذي زعم هيرودوت أن الأثينيين أطلقوا عليه لقب «صاحب الإحسان»، علاقة وثيقة مع الإغريق بعد هزيمة الفرس وانسحابهم، ورعى نصْبَ التماثيل في الأماكن الهلنستية المقدسة الرئيسية في دلفي وأوليمبيا. بعد وفاته في العام 454 قبل الميلاد، مُنح الإسكندر الأول لقب «صديق الإغريق»، والذي قد يكون من تأليف علماء مدرسة الإسكندرية اليونانية الهلنستيين لاحقًا؛ إنما من المؤكّد أن المؤرخ اليوناني الروماني ديون كريسوتوم قد سجّله، على الأغلب بتأثير من الدعاية المقدونية في القرن الرابع قبل الميلاد والتي أعلتْ من شأن الدور الإيجابي في الشؤون اليونانية لأسلاف فيليب الثاني المقدوني (الذي حكم من 359 حتى 336 قبل الميلاد).
لم تقتصر مشاكل خليفة الإسكندر الأول، بيرديكاس الثاني المقدوني (الذي حكم من 454 حتى 413 قبل الميلاد) على الثورة الداخلية لحكام الممالك الصغيرة في مقدونيا، بل واجه كذلك تحديات خطيرة عصفت بالسلامة الإقليمية للأراضي المقدونية من طرف سيتاليز، الحاكم في تراقيا، والأثينيين الذين خاضوا أربعة حروب منفصلة ضد مقدونيا خلال حُكم بيرديكاس الثاني. خلال فترة حكمه، شرع المستوطنون الأثينيون بالتعدي على مناطقه الساحلية في مقدونيا السفلى لجمع الموارد كالخشب المنشور والزفت لدعم قواتهم البحرية، وهي الممارسات التي لقيت تشجيعًا من الزعيم الأثيني بريكليس الذي حضّ المستوطنين على الاستقرار مع شعب البيستالتي على طول نهر ستروما. ابتداءً من العام 476 قبل الميلاد وما بعده، أجبر الأثينيون بعض المدن الساحلية في مقدونيا الواقعة على ساحل بحر إيجه على الانضمام إلى الحلف الديلي بقيادة أثينا كدول خاضعة لها، وفي العام 437/436 قبل الميلاد أسسوا مدينة أمفيبوليس على مصب نهر ستروما لتسهيل الوصول إلى مناطق الأخشاب المنشورة إضافة إلى موارد الذهب والفضة في هضاب بانغايون.